# Facultad de Matemáticas de la Universidad Autónoma de Yucatán
La Facultad de Matemáticas de la Universidad Autónoma de Yucatán es una de las 15 facultades de la Universidad Autónoma de Yucatán. Se encuentra ubicada en el Campus de Ciencias Exactas e Ingenierías.

## Historia

### Fundación
A consecuencia del impulso de la revolución cultural y el desarrollo industrial de la década de los cincuenta, en el mes de septiembre de 1960 se celebró en Yucatán el IV Congreso de la Sociedad Matemática Mexicana, después del cual se reunieron maestros de Matemáticas y Física de la Escuela Preparatoria y de la Facultad de Ingeniería de Universidad de Yucatán para elaborar un plan, cuyo objetivo sería la creación de un Departamento de Estudios Físicos-Matemáticos para promover el interés de estas ciencias y difundirlas, así como la preparación de los maestros encargados de impartirlas.
El acta de constitución del departamento de Estudios Físico-Matemáticos, así como sus reglamentos, es de fecha 26 de octubre de 1960; sin embargo fue hasta el 6 de febrero de 1962, que el Consejo Universitario lo reconoció oficialmente, cambiándole el nombre por Centro de Estudios Físico-Matemáticos, el cual se inauguró el 24 de septiembre de 1962.
Sus objetivos primordiales fueron "promover la afición y el estudio de ambas ciencias mediante cursillos, conferencias, publicaciones, etc., así como mejorar la enseñanza principalmente de las Matemáticas, de acuerdo con las corrientes de la didáctica moderna".
El centro de Estudios Físico-Matemáticos tuvo como director el Ing. Carlos Romero Campos y como secretario al Br. Enrique Cárdenas Pérez-Abreu, contaba con quince miembros.
La Escuela de Matemáticas fue inaugurada el 20 de septiembre de 1963 por el Rector de la Universidad de Yucatán, Abog. Francisco Repetto Milán, teniendo como antecedente el Centro de Estudios Físico-Matemáticos. Comenzó a funcionar en salones del tercer piso del edificio central de la Universidad de Yucatán, en el cual permaneció 14 años. Posteriormente se trasladó al local de la Facultad de Ingeniería en los ex-terrenos del Fénix donde permaneció durante 9 años, y en mayo de 1986 se reubicó sobre Circuito Colonias frente a la Unidad Habitacional Morelos.
Actualmente y desde el mes de mayo de 2003, las instalaciones de la Facultad de Matemáticas están ubicadas en Anillo Periférico Norte km. 33.5 y forma parte del Campus de Ingeniería y Ciencias Exactas de la Universidad Autónoma de Yucatán.

## Oferta académica

### Licenciaturas
- Ingeniería de Software
- Actuaria
- Ciencias de la computación
- Enseñanza de las Matemáticas
- Ingeniería en Computación
- Matemáticas

### Posgrados
- Maestría en ciencias de la computación
- Maestría en ciencias matemáticas
- Doctorado en ciencias matemáticas

### Especialidades
Especialidad en Estadística
|  |